# ستيفن تومبكينز
ستيفن تومبكينز (بالإنجليزية: Stephen Tompkins)‏ هو رسام رسوم متحركة أمريكي، ولد في 4 أكتوبر 1971.

## وصلات خارجية
- ستيفن تومبكينز على موقع IMDb (الإنجليزية)
- ستيفن تومبكينز على موقع ميوزك برينز (الإنجليزية)